# メタウロ川
メタウロ（メタウロがわ、Metauro）は、イタリアのマルケ州を流れる全長110kmの川である。
マルケ州でもっとも長い川だとされていた。平均水量（約21立方メートル毎秒）と流域面積（1,325平方キロ）は一位である。

## 流路
アルペ・デッラ・ルーナのモンテ・ネローネ（1,526m）とモンテ・カトリア（1,702m）との間に源を発する。
川の名前（ラテン語ではメタウルス）は、二つの主な水源となっている支流であるメータ川（標高1,044mのアペニン山脈にあるボッカ・トラバリア峠から流れる）とアウロ川（標高1,384mのモンテ・マッジョーレから流れる）のそれぞれの名前をつなげたものである。
上中流域はサンタンジェロ・イン・ヴァード、ウルバーニア、フェルミニャーノの各地を流れ、フォッソンブローネ付近では自然の渓谷「フォッラ・ディ・サン・ロレンツォ」などを潤し、主な支流であるカンディリアーノ川を左岸に受けとめる。
広い谷を流れながらモンテマッジョーレ・アル・メタウロに流れ着き、ここから平野となる。ここにはファーノの街に向かう運河の水を供給するために人工の柵が設けられている。街の人口が集中している地区の南東を経て、アドリア海に注ぐ。

## 芸術
Il ponte sul Metauro は、アンセルモ・ブッチの代表的な絵画で1949年から1950年に製作され、ヴェロゾッキ・コレクションの一部となっていたが現在はフォルリの市立絵画館に保管されている。

## スポーツ
自然が豊かで水質もよく、水量も豊富なためメタウロ川はイタリアでもカヤックや急流下りのような水上スポーツに熱心な人々が集まっている。